# Arthopyrenia carneobrunneola
Arthopyrenia carneobrunneola är en lavart som beskrevs av Coppins. Arthopyrenia carneobrunneola ingår i släktet Arthopyrenia och familjen Arthopyreniaceae.   Inga underarter finns listade i Catalogue of Life.